# Nahoon River
Der Nahoon River (englisch Nahoon River, afrik. Nahoonrivier) ist ein Fluss in der südafrikanischen Provinz Eastern Cape.

## Verlauf
Der Nahoon River entspringt südlich von Kei Road und nördlich von Berlin in der Provinz Ostkap. Seine Mündung befindet sich nordöstlich von East London am Indischen Ozean. In deren Nähe liegt auch die Landspitze Nahoon Point.

## Ökologie
Die Wasserqualität ist von der Quellregion bis oberhalb des Stadtgebietes von East London gut bis sehr gut. Ab dieser Stadt und durch weitere gewerblich geprägte Regionen im Unterlauf verschlechtert sich die Wasserreinheit.